# Piniphantes cirratus
Piniphantes cirratus är en spindelart som först beskrevs av Thaler 1986.  Piniphantes cirratus ingår i släktet Piniphantes och familjen täckvävarspindlar. Inga underarter finns listade i Catalogue of Life.